# Storsporig dvärgpigg
Storsporig dvärgpigg (Mucronella bresadolae) är en svampart som först beskrevs av Lucien Quélet, och fick sitt nu gällande namn av Corner 1970. Storsporig dvärgpigg ingår i släktet Mucronella och familjen fingersvampar.  Arten är reproducerande i Sverige. Inga underarter finns listade i Catalogue of Life.